# Quesmy
 Quesmy  es una población y comuna francesa, en la región de Picardía, departamento de Oise, en el distrito de Compiègne y cantón de Guiscard.

## Demografía
| 144 | 156 | 172 | 142 | 136 | 165 |
| Para los censos de 1962 a 1999 la población legal corresponde a la población sin duplicidades (Fuente: INSEE [Consultar]) |     |     |     |     |     |